# Combretum
Combretum is een geslacht uit de familie Combretaceae. Het geslacht telt ongeveer 250 soorten die voorkomen in (sub)tropische regio's, voornamelijk in tropisch en zuidelijk Afrika, maar ook in de neotropen, tropisch Azië en Madagaskar.

## Soorten
- Combretum aculeatum Vent.
- Combretum acuminatum Roxb.
- Combretum acutifolium Exell
- Combretum acutum M.A.Lawson
- Combretum adenogonium Steud. ex A.Rich.
- Combretum adrianii Jongkind
- Combretum afzelii  G.Don
- Combretum alatum Craib
- Combretum albidum G.Don
- Combretum albiflorum (Tul.) Jongkind
- Combretum albopunctatum Suess.
- Combretum alfredii Hance
- Combretum andongense Engl. & Diels
- Combretum andradae Exell & J.G.García
- Combretum angolense Welw. ex M.A.Lawson
- Combretum angustipetalum Chiov.
- Combretum apetalum Wall. ex Kurz
- Combretum aphanopetalum Engl. & Diels
- Combretum apiculatum Sond.
- Combretum argenteum Bertol.
- Combretum argyrotrichum Welw. ex M.A.Lawson
- Combretum assimile Eichler
- Combretum atropurpureum Engl. & Diels
- Combretum aureonitens Engl. & Gilg
- Combretum auriculatum Engl. & Diels
- Combretum barbatum G.Don
- Combretum batesii Exell
- Combretum bauchiense Hutch. & Dalziel
- Combretum baumii Engl. & Gilg
- Combretum bipindense Engl. & Diels
- Combretum blepharopetala Wickens
- Combretum boinensis Jongkind
- Combretum bracteatum (M.A.Lawson) Engl. & Diels
- Combretum bracteosum (Hochst.) Engl. & Diels
- Combretum brassiciforme Exell
- Combretum brevistylum Eichler
- Combretum brunneum Engl. & Diels
- Combretum butyrosum (G.Bertol.) Tul.
- Combretum cacoucia Exell ex Sandwith
- Combretum caffrum (Eckl. & Zeyh.) Kuntze
- Combretum camporum Engl.
- Combretum capitatum De Wild. & Exell
- Combretum capituliflorum Fenzl ex Schweinf.
- Combretum capuronii Jongkind
- Combretum carringtonianum Exell & J.G.García
- Combretum caudatisepalum Exell & J.G.García
- Combretum caudatum (Craib) O.Maurin & Boatwr.
- Combretum celastroides Welw. ex M.A.Lawson
- Combretum chinense G.Don
- Combretum chionanthoides Engl. & Diels
- Combretum cinereopetalum Engl. & Diels
- Combretum cinnabarinum Engl. & Diels
- Combretum clarense Jongkind
- Combretum coccineum (Sonn.) Lam.
- Combretum collinum Fresen.
- Combretum comosum G.Don
- Combretum conchipetalum Engl. & Diels
- Combretum confertum (Benth.) M.A.Lawson
- Combretum congolanum Liben
- Combretum constrictum (Benth.) M.A.Lawson
- Combretum contractum Engl. & Diels
- Combretum coriifolium Engl. & Diels
- Combretum coursianum (H.Perrier) Jongkind
- Combretum cuspidatum Planch. ex Benth.
- Combretum decandrum Jacq.
- Combretum decaryi Jongkind
- Combretum deciduum Collett & Hemsl.
- Combretum demeusei De Wild.
- Combretum densiflorum (Wall. ex Planch.) I.M.Turner
- Combretum discolor Taub.
- Combretum dolichopodum Gilg
- Combretum duarteanum Cambess.
- Combretum echirense Jongkind
- Combretum edwardsii Exell
- Combretum elaeagnoides Klotzsch
- Combretum engleri Schinz, De Wild. & T.Durand
- Combretum eriogynum (H.Perrier) Jongkind
- Combretum erosum Jongkind
- Combretum erythrophloeum Gilg & Ledermann ex Engl.
- Combretum erythrophyllum (Burch.) Sond.
- Combretum esteriense Jongkind
- Combretum eugeneanum R.G.C.Boon, Jordaan & A.E.van Wyk
- Combretum evisceratum (H.Perrier) Jongkind
- Combretum exalatum Engl.
- Combretum exannulatum (O.Hoffm.) Engl. & Diels
- Combretum excelsum Keay
- Combretum exellii Jongkind
- Combretum falcatum (Welw. ex Hiern) Jongkind
- Combretum farinosum Kunth
- Combretum flammeum Welw. ex Hiern
- Combretum frangulifolium Kunth
- Combretum fruticosum (Loefl.) Stuntz
- Combretum fulvum Keay
- Combretum fuscum Planch. ex Benth.
- Combretum gabonense Exell
- Combretum germainii Liben
- Combretum ghesquierei Liben
- Combretum gillettianum Liben
- Combretum glabrum DC.
- Combretum glaucocarpum Mart.
- Combretum glutinosum Perr. ex DC.
- Combretum goetzei Engl. & Diels
- Combretum goldieanum F.Muell.
- Combretum goossensii De Wild. & Exell
- Combretum gordonii Jongkind
- Combretum gossweileri Exell
- Combretum gracile Schott
- Combretum graciliflorum Stace
- Combretum grandidieri Drake
- Combretum grandiflorum G.Don
- Combretum griffithii Van Heurck & Müll.Arg.
- Combretum harmsianum Diels
- Combretum harrisii Wickens
- Combretum hartmannianum Schweinf.
- Combretum haullevilleanum De Wild.
- Combretum hensii Engl. & Diels
- Combretum hereroense Schinz
- Combretum hilariana D.Dietr.
- Combretum holstii Engl.
- Combretum homalioides Hutch. & Dalziel
- Combretum humbertii H.Perrier ex O.Maurin
- Combretum igneiflorum Rendón & R.Delgad.
- Combretum iliairii Engl.
- Combretum imberbe Wawra
- Combretum indicum (L.) DeFilipps
- Combretum inflatum Jongkind
- Combretum ivanii Jongkind
- Combretum kasaiense Liben
- Combretum kirkii M.A.Lawson
- Combretum klotzschii Welw. ex M.A.Lawson
- Combretum kostermansii Exell
- Combretum kraussii Hochst.
- Combretum lanceolatum Pohl ex Eichler
- Combretum langkawiense O.Maurin & Christenh.
- Combretum lanuginosum G.Don
- Combretum latialatum Engl.
- Combretum latifolium Blume
- Combretum laxum Jacq.
- Combretum lecardii Engl. & Diels
- Combretum leprosum Mart.
- Combretum lindense Exell & Mildbr.
- Combretum lisowskii Jongkind
- Combretum littoreum (Engl.) Engl.
- Combretum llewelynii J.F.Macbr.
- Combretum lokele Liben
- Combretum longicollum Jongkind
- Combretum longipilosum Engl. & Diels
- Combretum longispicatum (Engl.) Engl. & Diels
- Combretum longistipitatum Jongkind
- Combretum louisii Liben
- Combretum lukafuensis De Wild.
- Combretum luxenii Exell
- Combretum macrocalyx (Tul.) Jongkind
- Combretum malabaricum (Bedd.) Sujana, Ratheesh & Anil Kumar
- Combretum mannii G.Lawson ex Engl. & Diels
- Combretum marginatum Engl. & Diels
- Combretum marquesii Engl. & Diels
- Combretum mellifluum Eichler
- Combretum meridionalis (H.Perrier) Jongkind
- Combretum micranthum G.Don
- Combretum microphyllum Klotzsch
- Combretum mkuzense J.D.Carr & Retief
- Combretum moggii Exell
- Combretum molle R.Br. ex G.Don
- Combretum monetaria Mart.
- Combretum mooreanum Exell
- Combretum mortehanii De Wild. & Exell
- Combretum mossambicense (Klotzsch) Engl.
- Combretum mucronatum Schumach. & Thonn.
- Combretum multinervium Exell
- Combretum mussaendiflorum Engl. & Diels
- Combretum mweroense Baker
- Combretum nanum Buch.-Ham. ex D.Don
- Combretum ndjoleense Jongkind
- Combretum nigrescens King
- Combretum nigricans Lepr. ex Guill. & Perr.
- Combretum nioroense Aubrév. ex Keay
- Combretum niphophilum Gilg & Ledermann ex Engl.
- Combretum nusbaumeri Jongkind & L.Gaut.
- Combretum oatesii Rolfe
- Combretum obangense (Baker f.) Hutch. & Dalziel
- Combretum obovatum F.Hoffm.
- Combretum obscurum Tul.
- Combretum octagonum (H.Perrier) Jongkind
- Combretum olivaceum Engl.
- Combretum oudenhovenii Jongkind
- Combretum oxygonium (Tul.) Jongkind
- Combretum oxystachyum Welw. ex M.A.Lawson
- Combretum oyemense Exell
- Combretum padoides Engl. & Diels.
- Combretum paniculatum Vent.
- Combretum paradoxum Welw. ex M.A.Lawson
- Combretum paraguariense (Eichler) Stace
- Combretum patelliforme Engl. & Diels
- Combretum paucinervium Engl. & Diels
- Combretum pavonii G.Don
- Combretum pecoense Exell
- Combretum pellegrinianum Exell
- Combretum pentagonum M.A.Lawson
- Combretum petrophilum Retief
- Combretum phaeocarpum Mart.
- Combretum pierrei (Gagnep.) O.Maurin & Boatwr.
- Combretum pilosum Roxb. ex G.Don
- Combretum pisoniiflorum (Klotzsch) Engl.
- Combretum pisonioides Taub.
- Combretum platypterum (Welw.) Hutch. & Dalziel
- Combretum polyanthum Jongkind
- Combretum polystictum Hiern
- Combretum porterianum (C.B.Clarke) Wall. ex Craib
- Combretum procursum Craib
- Combretum prostratum (Craib) O.Maurin & Boatwr.
- Combretum psidioides Welw.
- Combretum punctatum Blume
- Combretum purpureiflorum Engl.
- Combretum pyramidatum Desv.
- Combretum pyrifolium Kurz
- Combretum quadrangulare Kurz
- Combretum quadratum Craib
- Combretum rabiense Jongkind
- Combretum racemosum P.Beauv.
- Combretum razianum K.G.Bhat
- Combretum recurvatum Sujana, Ratheesh & Anil Kumar
- Combretum relictum Hutch. & Dalziel
- Combretum rhodanthum Engl. & Diels
- Combretum riggenbachianum Gilg & Ledermann ex Engl.
- Combretum robustum Jongkind
- Combretum robynsii Exell
- Combretum rochetianum A.Rich. ex A.Juss.
- Combretum rohrii Exell
- Combretum rotundifolium Rich.
- Combretum rovirosae Exell
- Combretum roxburghii Spreng.
- Combretum rupestre Jongkind & Texier
- Combretum rupicola Ridl.
- Combretum sanjappae Chakrab. & Lakra
- Combretum scandens Liben
- Combretum schumannii Engl.
- Combretum sericeum G.Don
- Combretum shivannae Gholave, Kambale, Lekhak & S.R.Yadav
- Combretum sordidum Exell
- Combretum sphaeroides (Tul.) Jongkind
- Combretum spinosum Bonpl.
- Combretum stenopterum Exell
- Combretum stocksii Sprague
- Combretum struempellianum Gilg & Ledermann ex Engl.
- Combretum stylesii O.Maurin, Jordaan & A.E.van Wyk
- Combretum subglabratum De Wild
- Combretum subumbellatum (Baker) Jongkind
- Combretum sulcatum (Slooten) O.Maurin & Boatwr.
- Combretum sundaicum Miq.
- Combretum sylvicola O.Maurin
- Combretum tarquense Clark
- Combretum tenuipetiolatum Wickens
- Combretum tessmannii Gilg ex Engl.
- Combretum tetragonocarpum Kurz
- Combretum tetralophoides Slooten
- Combretum tetralophum C.B.Clarke
- Combretum tetrandrum Exell
- Combretum teuschii O.Hoffm.
- Combretum thorelii (Exell) O.Maurin & Boatwr.
- Combretum tibatiense Gilg & Ledermann ex Engl.
- Combretum tomentosum G.Don
- Combretum towaense Engl. & Diels
- Combretum trichophyllum Baker
- Combretum trifoliatum Vent.
- Combretum ulei Exell
- Combretum umbricola Engl.
- Combretum vendae A.E.van Wyk
- Combretum vernicosum Rusby
- Combretum villosum (Tul.) Jongkind
- Combretum violaceum (Tul.) Jongkind
- Combretum virgatum Welw. ex M.A.Lawson
- Combretum viscosum Exell
- Combretum wallichii DC.
- Combretum wattii Exell
- Combretum wilksii Jongkind
- Combretum winitii Craib
- Combretum xanthothyrsum Engl. & Diels
- Combretum youngii Exell
- Combretum zenkeri Engl. & Diels
- Combretum zeyheri Sond.

## Hybriden
- Combretum ×confusum Merr. & Rolfe

... · 
Anogeissus · 
Combretum · 
Pteleopsis · 
Terminalia · 
...